# Gremlins, Inc.
Gremlins, Inc. — компьютерная игра в жанре настольной пошаговой стратегии с элементами карточной игры, разработанная Алексеем Бокулевым и студией Charlie Oscar. Игра вышла на Win/Mac/Linux 22 октября 2015 года в рамках Раннего Доступа Steam, а 11 марта 2016 года состоялся полный релиз игры.
Действие игры происходит во вселенной игры Эадор. Сотворение, где группа гремлинов под управлением игроков борется друг с другом за власть в стимпанковском городе-механизме.

## Игровой процесс

### Описание геймплея
Gremlins, Inc. является сессионной пошаговой настольной игрой для 2-6 игроков, где основная цель — набрать наибольшее количество очков.
Игра ведется на поле, выполненном в виде города-механизма, близким аналогом ему может служить поле настольной игры «Монополия», но, в отличие от монополии, это кольцевое поле с несколькими ответвлениями и не всегда односторонним движением. Каждый игрок представлен аватаром одного из гремлинов и фишкой на игровом поле, а также имеет на руке шесть карт которые можно использовать для активации способности карты, либо для перемещения по полю.
Хотя целью игры и является набор очков, но основной акцент сделан на взаимодействии игроков. В ходе игры помимо набора очков нужно строить различные козни оппонентам и многие карты из колоды этому способствуют. Так, например, у соперника можно отобрать деньги или ценные карты, можно отправить его в тюрьму, или лишать политического влияния чтобы он не победил в предстоящих выборах на пост губернатора.

### Гремлины
В игре 12 персонажей-гремлинов.
При старте матча случайно определяется кем будет игрок, при этом роли у игроков не повторяются. Каждый гремлин имеет свою специальную способность и стартовую локацию.

## Отзывы и критика
| Сводный рейтинг       | Сводный рейтинг |
| Агрегатор             | Оценка          |
| --------------------- | --------------- |
| GameRankings          | 80,33 %         |
| Metacritic            | 74/100          |
| Русскоязычные издания |                 |
| Издание               | Оценка          |
| Riot Pixels           | 40 %            |
| «Игры Mail.ru»        | 8/10            |
| «Канобу»              | 8/10            |

Летом 2018 года, благодаря уязвимости в защите Steam Web API, стало известно, что точное количество пользователей сервиса Steam, которые играли в игру хотя бы один раз, составляет 211 874 человека.